# 全天敍
全天敘（1566年—？），字幼度，又字伯典，號玄洲，又號鐵庵，浙江宁波府鄞县沙港口人（今寧波市洞橋鎮沙港村），明朝政治人物，進士出身。

## 生平
萬曆十年（1582年）壬午科浙江鄉試二十八名舉人，萬曆十四年（1586年）丙戌科會試一百四十五名，登二甲第二十名。礼部观政，選翰林院庶吉士，十六年十月授編修。以省親歸。丁外艱，服除，復除原职，二十一年三月编纂六曹章奏，二十三年祖母丁氏去世丁忧。二十五年七月升左春坊左中允兼编修，八月与修撰焦竑主考順天府乡试，三十一年正月升左谕德兼侍讲、掌司经局印，十二月遷左庶子兼侍读、掌左春坊印，三十三年五月進少詹事兼侍讀學士，纂修玉牒，因其母在京邸不習苦寒，乃乞奉母歸。三十九年四月辛亥京察，调南京别用，卒于家。天启改元，赠礼部右侍郎。

## 著作
所著《铁庵集》。

## 家族
曾祖全政，醫學教諭封翰林院誥封徵仕郎；祖父全元立，通議大夫南京工部侍郎贈翰林院侍講學士掌院事；父全少成，太學生。母楊氏。兄天與、弟天懿、天授、天保、天寵、天麟、天和、天胤。